# Óblast de Novosibirsk
Óblast de Novosibirsk  (en ruso: Новосиби́рская о́бласть, tr.: Novosibirskaya oblast) es uno de los cuarenta y siete óblast que, junto con las veintidós repúblicas, nueve krais, cuatro distritos autónomos y tres ciudades federales, conforman los ochenta y cinco sujetos federales de Rusia. Su capital es la ciudad homónima de Novosibirsk, la tercera más poblada del país después de Moscú y San Petersburgo. Está ubicado en el distrito Siberia, limitando al noreste con Tomsk, al este con Kémerovo, al sur con el krai de Altái y al oeste con Omsk al suroeste con Kazajistán.
Se encuentra al sudeste de la Planicie de Siberia Occidental, entre los ríos Irtish y Obi.
Su territorio se extiende por más de 600 km de este a oeste, y por más de 400 km de norte a sur. Es principalmente una planicie, al sur prevalece la estepa, y al norte hay unos enormes tramos de bosque y zonas pantanosas. Tiene varios lagos, los más largos localizados al sur.
Existen evidencias de poblaciones humanas en la región hace 5000 años.